# Sebiș, Bihor
Sebiș este un sat în comuna Drăgănești din județul Bihor, Crișana, România.

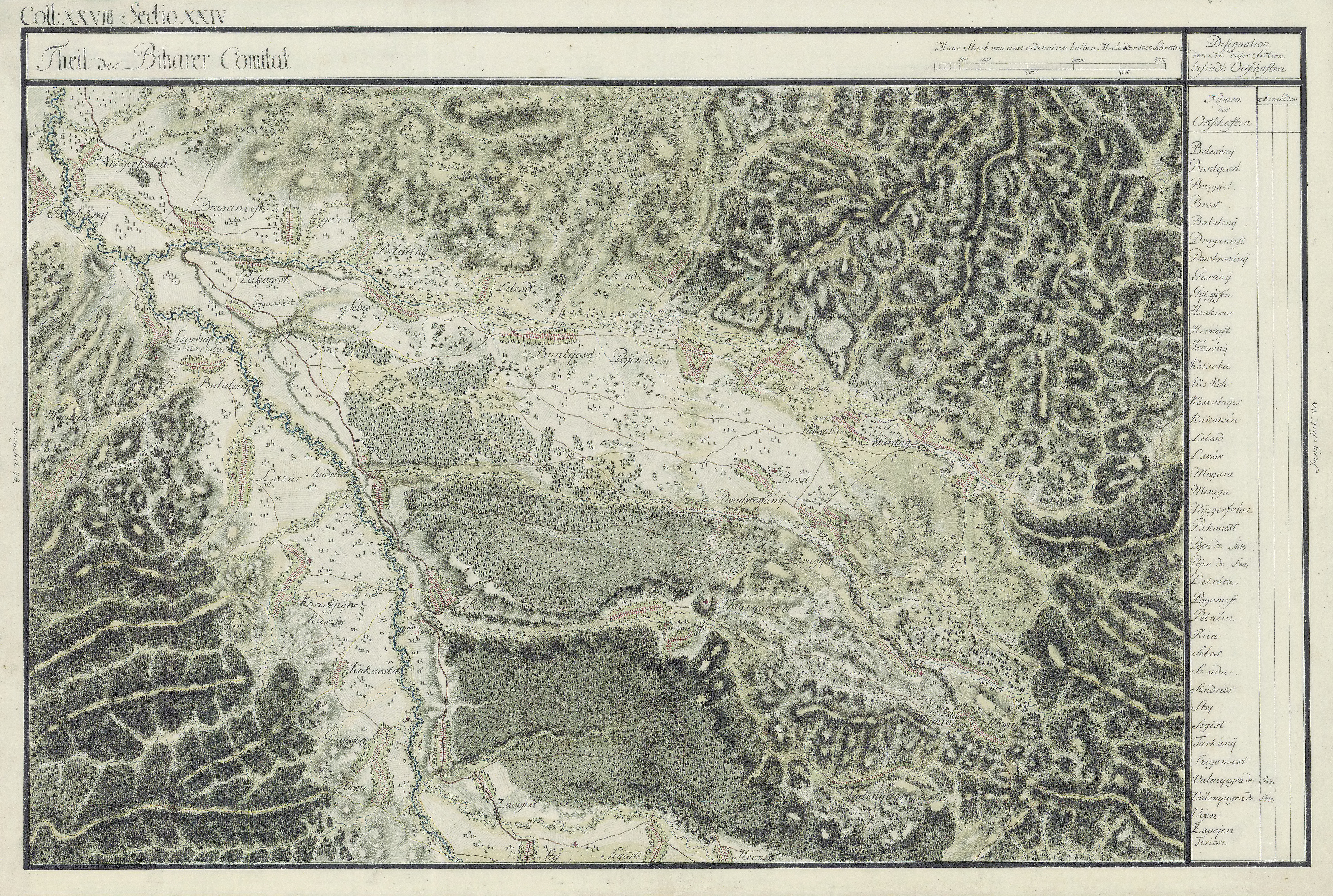
Sebiș în Harta Iosefină a Comitatului Bihor, 1782-85

## Galerie de imagini

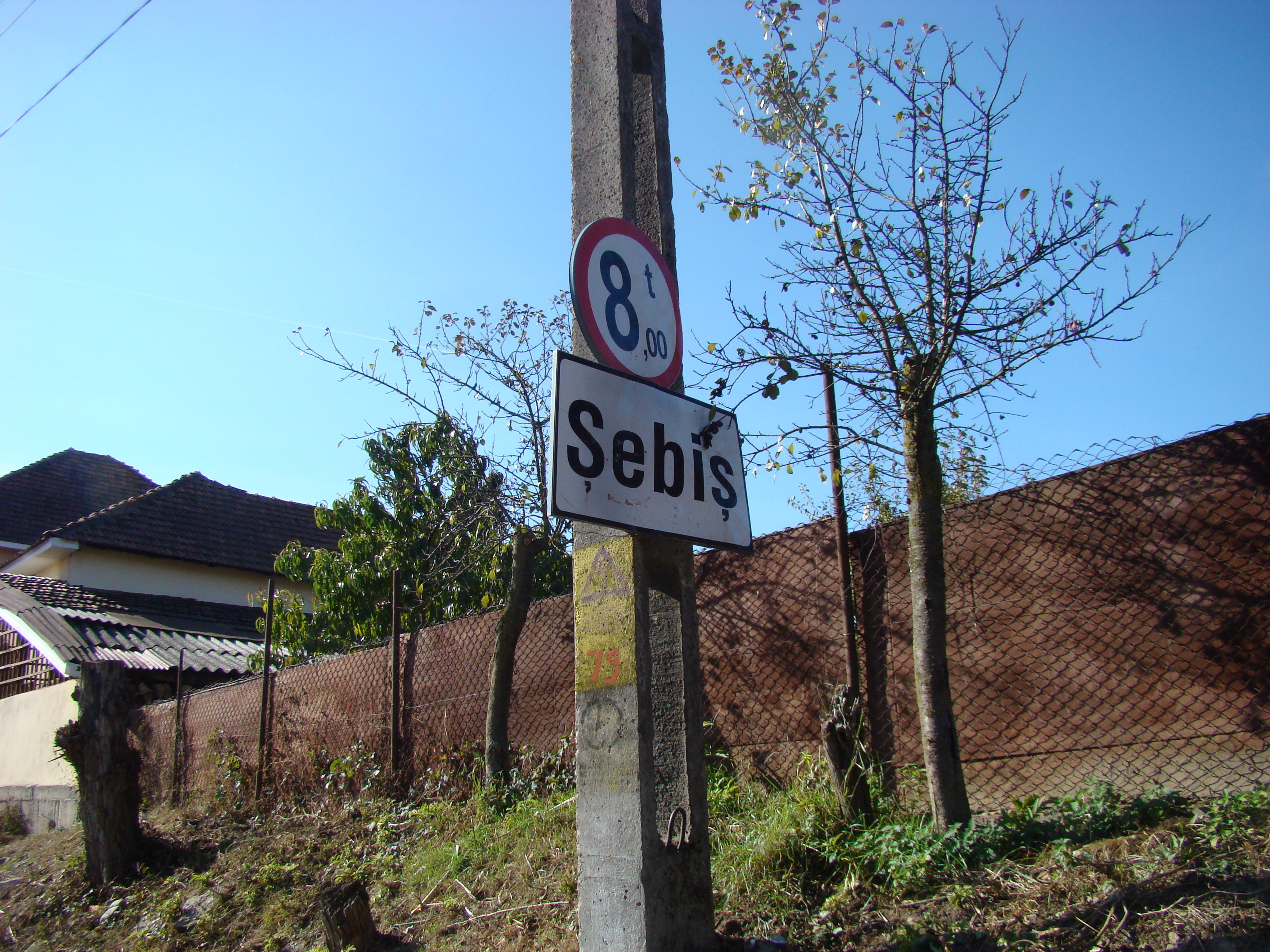
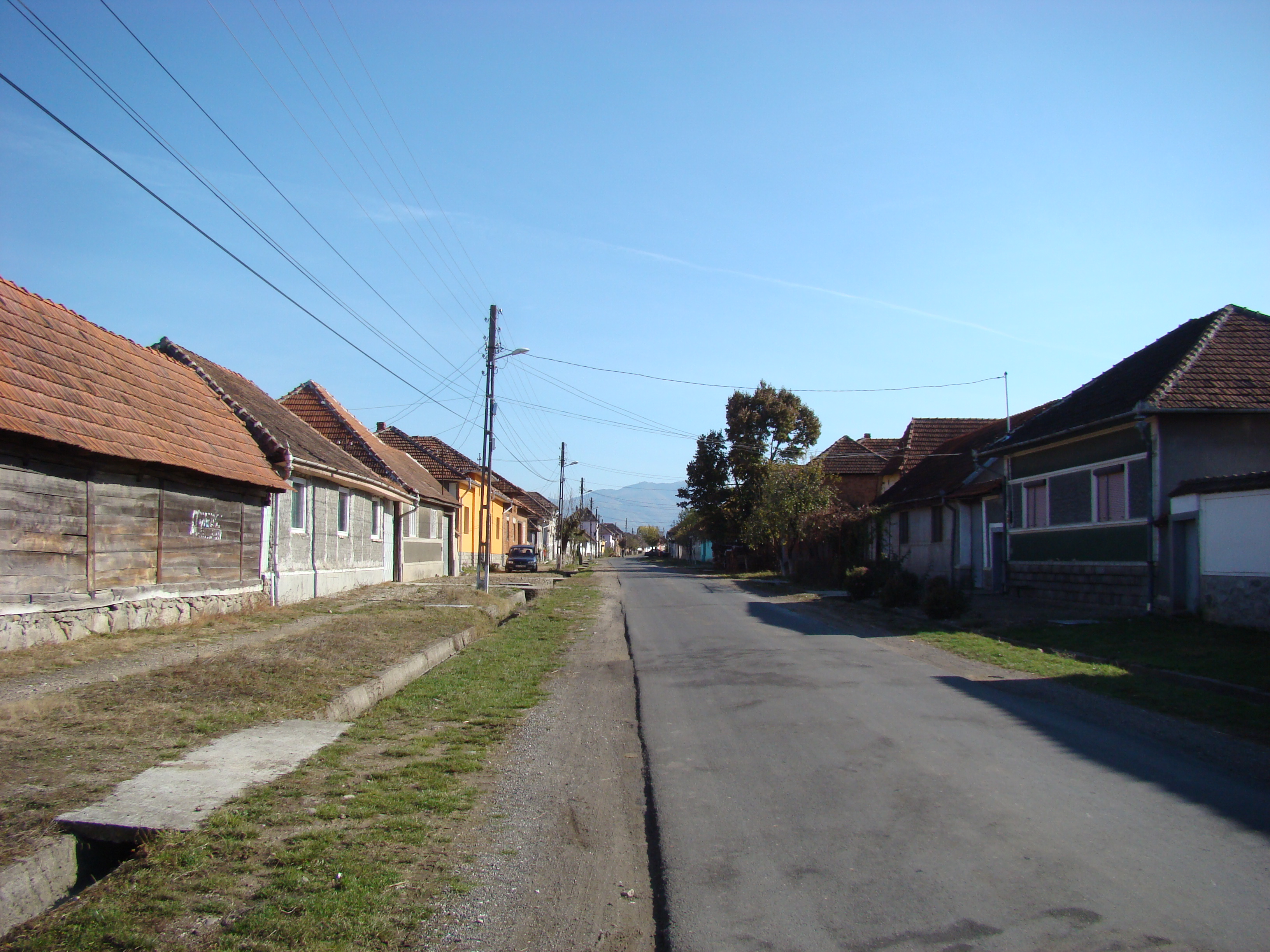

Acest articol despre o localitate din județul Bihor este deocamdată un ciot. Puteți ajuta Wikipedia prin completarea lui.